# コジャック・トンネル

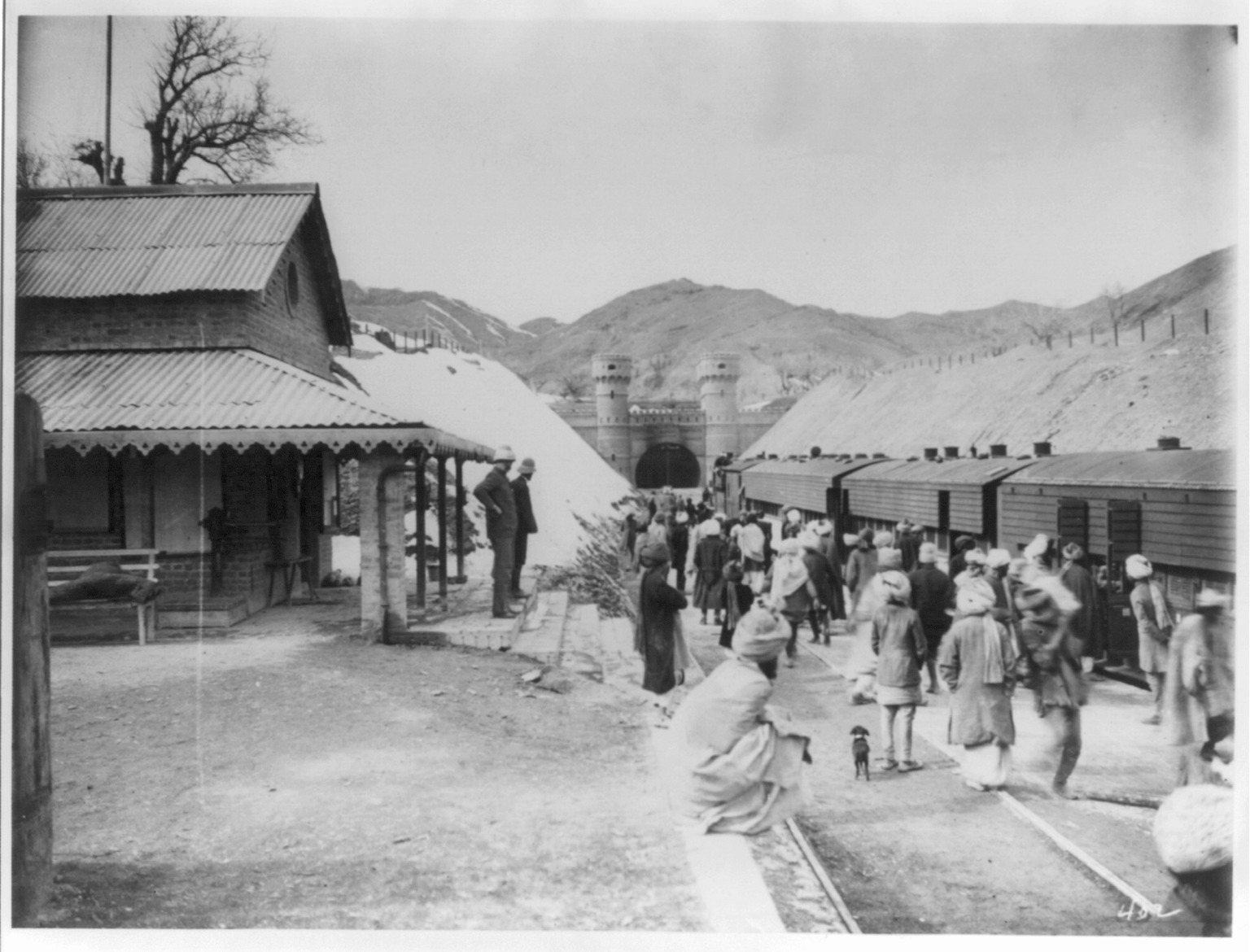
コジャック・トンネルへの玄関口であるグレート・ミリタリー鉄道のグリスタン (Gulistan) 駅（1895年）

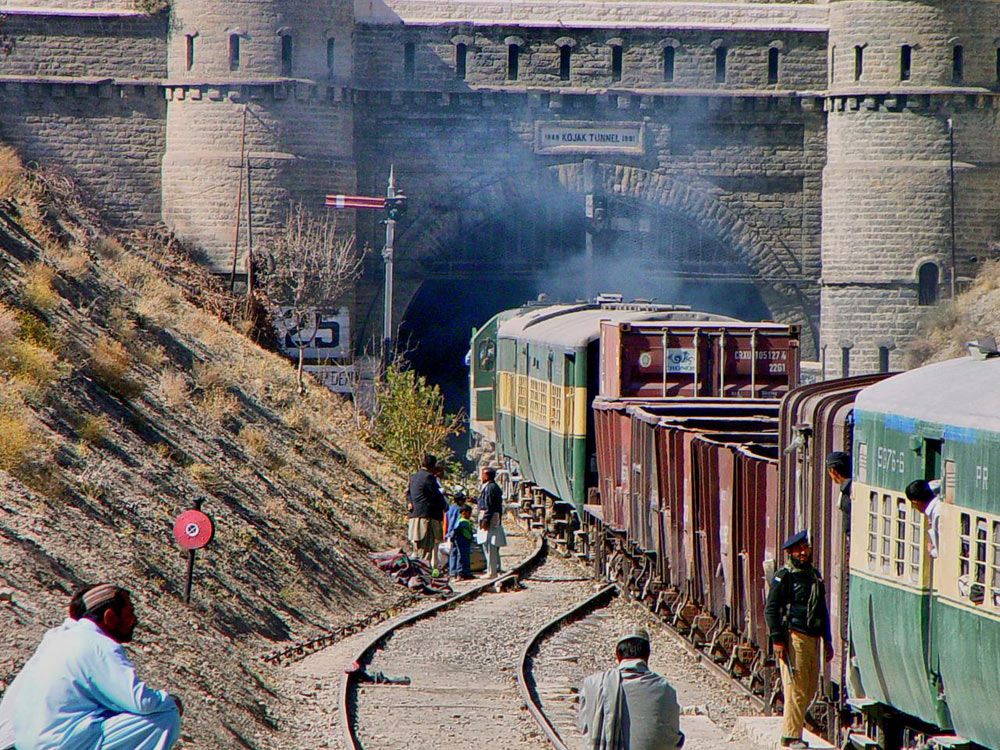
コジャック・トンネル（2014年）

コジャック・トンネル（英: Khojak Tunnel）は、パキスタン・イスラム共和国バローチスターン州のキーラ・アブドラ地区にある鉄道トンネルである。
別名、Sheilla Bagh・トンネル。

## 概要
当トンネルは、チャマンのパキスタン・イスラム共和国とアフガニスタン・イスラム共和国の国境近くにある、延長3.91キロメートルのトンネルである
当トンネルは、海抜1,945メートルに位置している。
当トンネルは、1891年にコジャック峠の下を貫くトンネルとして建設されており、南アジアで最長のトンネルの一つであり、かつパキスタン・イスラム共和国内では最長のトンネルとなっている。
2017年には、現在建設中の延長8.6キロメートルとなるロワリ・トンネルによって、当トンネルの最長記録が抜かれると予想される。
古い5ルピー紙幣には、当トンネルが印刷されているものがある。
当トンネルは3年間で建設されており、彼らが一方の端で鏡を使って光を反射させると、他からその光が見えるほど、とてもまっ直ぐである。
主要鉄道路線の敷設および労働請負業者は、元々1600年代初頭にBaho Kalatから移り、カラチ港で英国が取り組んでいたときに彼の最初の契約を得た、カラチからのWaja Durra Khan Balochであった。
その後の彼には、バローチスターンからBanglorおよび後のラングーン・ビルマまで、様々な鉄道の契約が授与されている。
後に英国は、彼にカラチ市裁判所の名誉裁判官の地位を与えており、彼の死後にはbadshi・ロードから8 chowk Lyariまでが彼にちなんで命名された道となっている。